# جراردو میراندا
جراردو میراندا (انگلیسی: Gerardo Miranda؛ زادهٔ ۱۶ نوامبر ۱۹۵۶) بازیکن فوتبال بازنشسته اهل اسپانیا که در پست دفاع راست بازی می‌کرد.
جراردو در نواکشوت، از کشورهای آفریقای غربی مستعمره فرانسه متولد شد. در طول دوران حرفه‌ای خود در تیم‌های لاس پالماس و بارسلونا بازی کرد و در سال ۱۹۹۰ در اولین باشگاه خود در لیگ دسته دوم بازنشسته شد.
وی همچنین در تیم‌های ملی فوتبال زیر ۲۳ سال اسپانیا و اسپانیا بازی کرده‌است.